# 90e régiment d'infanterie (France)
Pour les articles homonymes, voir 90e régiment.

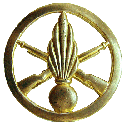
Insigne de béret d'infanterie

Le 90e régiment d'infanterie (90e RI) est un régiment d'infanterie de l'Armée de terre française. À double héritage, créé sous la Révolution à partir du régiment de Chartres, un régiment français d'Ancien Régime, et du 15e régiment d'infanterie légère créé à partir des éléments restant de la dissolution des 2e, 3e et 4e bataillons de volontaires de Corse. Caserné à Châteauroux à partir de 1877, il est dissous en 1998. Au cours de la bataille de Verdun, le régiment prendras comme devise « Toujours là », le 9 mai 1916.

## Création et différentes dénominations
Le 90e régiment d’infanterie a la particularité, comme tous les régiments d’infanterie portant un numéro entre le 76e et le 99e, d’être l'héritier des traditions de deux régiments : le 90e régiment d'infanterie de ligne, et le 15e régiment d'infanterie légère.
- 1er janvier 1791 : à la Révolution, tous les régiments prennent un nom composé du nom de leur arme avec un numéro d'ordre donné selon leur ancienneté. Le régiment de Chartres devient le 90e régiment d'infanterie de ligne (ci-devant Chartres)[2] ;
- 18 août 1795 : amalgamé il prend le nom de 90e demi-brigade de première formation[3]
- 1er nivôse an VII (21 décembre 1798) : Création de la 90e demi-brigade de deuxième formation[4]
- 1803 : Le 90e régiment d'infanterie de ligne n'est pas formé et le no 90 disparait jusqu'en 1854.
- En 1854, l'infanterie légère est transformée, et ses régiments sont convertis en unités d'infanterie de ligne, prenant les numéros de 76 à 100. Le 15e régiment d'infanterie légère prend le nom de 90e régiment d'infanterie de ligne le 1er janvier 1855[5].
- 1871 : fusionne avec le 90e régiment de marche
- 1882 : renommé 90e régiment d'infanterie.
- 1914 : à la mobilisation, donne naissance au 290e régiment d’infanterie
- mai 1929 : dissolution du 90e régiment d'infanterie
- mai 1940 : recréation du 90e régiment d'infanterie
- juillet 1940 : dissolution
- mai 1940 : recréation du 90e régiment d'infanterie
- 27 novembre 1942 : dissolution. L'Armée d'armistice est dissoute.
- 1944 : recréation du 90e régiment d'infanterie à partir de maquis de l'Indre
- 1er janvier 1945 : dissolution, rejoint le 1er bataillon de chasseurs à pied
- 1963 : recréé comme régiment de réserve
- 1998 : dissolution

## Colonels/Chef de brigade
- 5 février 1792 : Étienne Guillaume Picot de Bazus[6]
- 8 mars 1793 : Étienne Le Bémars 1793[6]
- 1795 : chef de brigade Lambert[3]
- 1798 : Rémy Grillot
- le no 90 est vacant de 1803 à 1854
- 1er janvier 1855 : colonel Charlier[7]
- 16 juin 1859 : colonel Guilhem
- 24 janvier 1866 : Henri Roussel de Courcy
- 23 septembre 1870 : colonel Vilmette
- 22 mai 1871 : colonel de Brem
- 1877 : colonel Raison
- 1883 : Colonel Lucas
- 1885 : Colonel Sénart
- 1891 : Colonel Bécat
- 1891 : Colonel Humbel
- 1899 : Colonel Calvel
- 1902 : Colonel Appert
- 1908 : Colonel Soucher
- 1909 : Colonel Tocanne
- 1912 : Colonel Simon
- 1914 : Lieutenant-colonel Eugène Joseph Alquier (†)[Note 1]
- 1915 : Lieutenant-colonel Carlier
- 1918 : Lieutenant-colonel Detanger
- 1918 : Lieutenant-colonel Couranjon
- 1920 : Lieutenant-colonel Cambell
- 1922 : Colonel Mercier
- 1925 : Colonel Jacquard
- 1926 : Lieutenant-colonel Gillain
- 1926 : Lieutenant-colonel De Witkowski
- 1929 : Lieutenant-colonel Rabusseau
- 1929 : Dissous
- 1940 : Lieutenant-colonel Gillot
- 1945 : Dissous
- 1963 : Lieutenant-colonel Angot
- 1965 : Colonel de Montesquieu
- 1968 : Colonel Pinguet
- 1970 : Colonel Baudoin
- 1975 : Colonel Borie
- 1980 : Colonel Giraud
- 1984 : Colonel Polit
- 1988 : Colonel de la Guerande
- 1991 : Colonel Lamoureux
- 1994 :Colonel Genichon
- 1998 : Dissous

## Historique des garnisons, combats et batailles du90ede ligne

### 90erégiment d'infanterie de ligneci-devant Chartres (1791-1794)
L'ordonnance du 1er janvier 1791 fait disparaître les diverses dénominations, et les corps d'infanterie ne sont désormais plus désignés que par le numéro du rang qu'ils occupaient entre eux. Ainsi, 101 régiments sont renommés. Les régiments sont toutefois largement désignés avec le terme ci-devant, comme 90e régiment d'infanterie ci-devant Chartres. La nouvelle organisation donne au régiment 2 bataillons chacun de 9 compagnies, dont une de grenadiers. Chaque compagnie formait peloton pour les manœuvres. 
Le 1er bataillon eut le drapeau tricolore, et le 2e bataillon l'ancien drapeau de Chartres, sans armoiries, devises, ni marques féodales. Les deux drapeaux avaient la cravate tricolore et portaient, brodé sur la flamme, d'un côté : « 90e régiment d'infanterie », et de l'autre : « discipline et obéissance à la loi.
Pierre Marie chevalier de Grave, ancien colonel lieutenant du régiment de Chartres, conserve le commandement comme colonel. Mais cet officier, ayant émigré, il est remplacé le 5 février 1792 par le colonel Picot de Bazus. Peu après, le 2e bataillon prend le drapeau tricolore, et tout le régiment arbore la cocarde tricolore. 

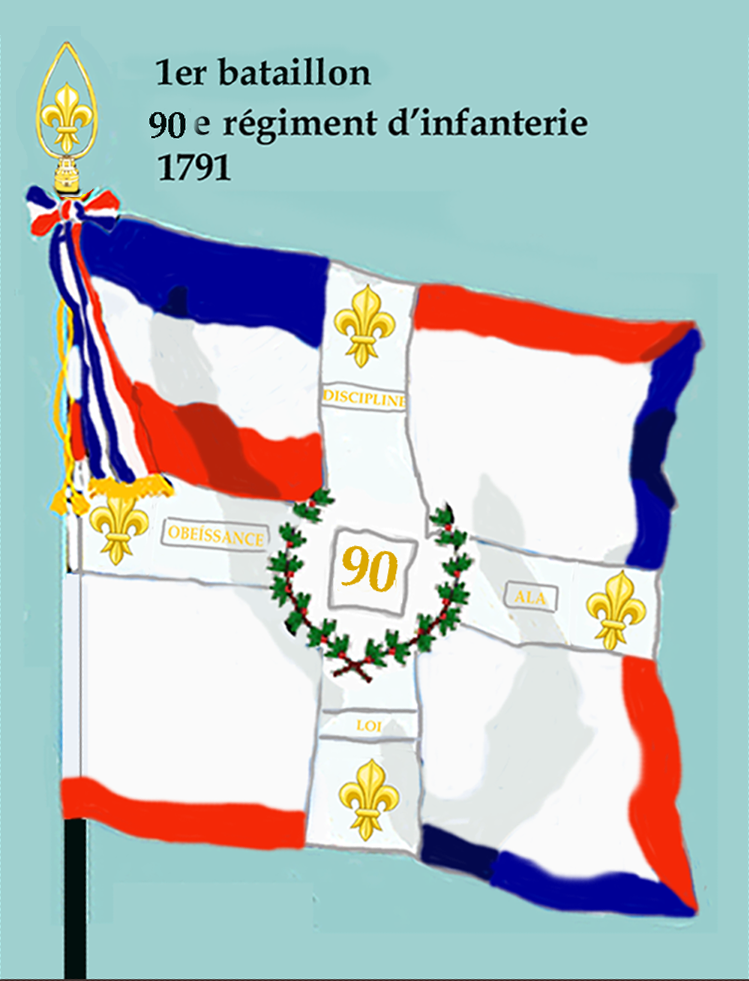
Drapeau du 1er bataillon du 90e régiment d'infanterie de ligne de 1791 à 1793
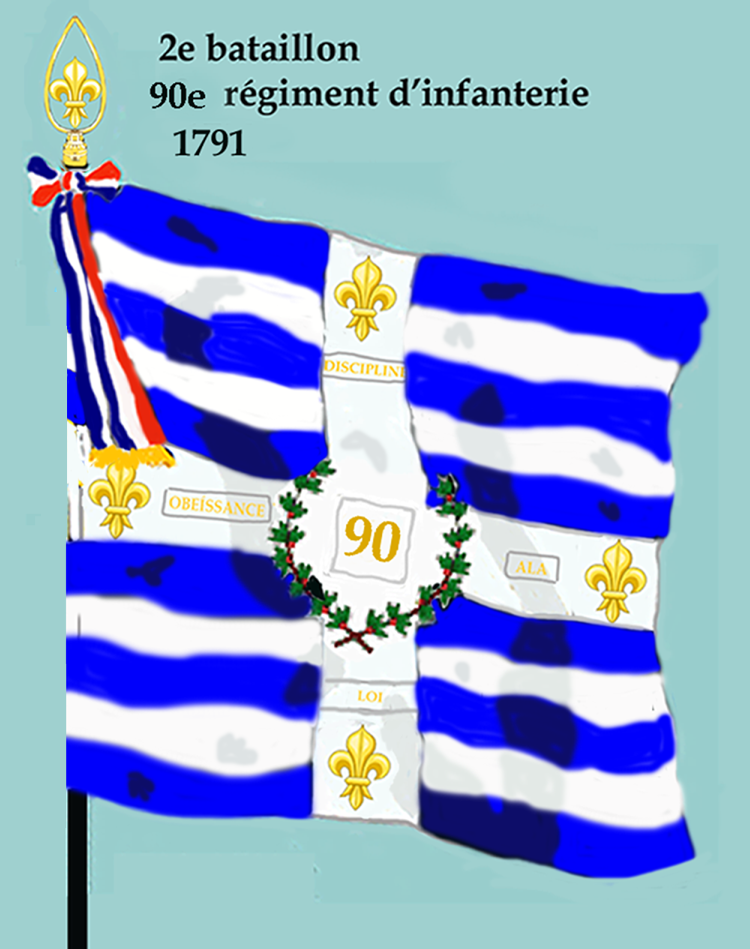
Drapeau du 2e bataillon du 90e régiment d'infanterie de ligne de 1791 à 1793
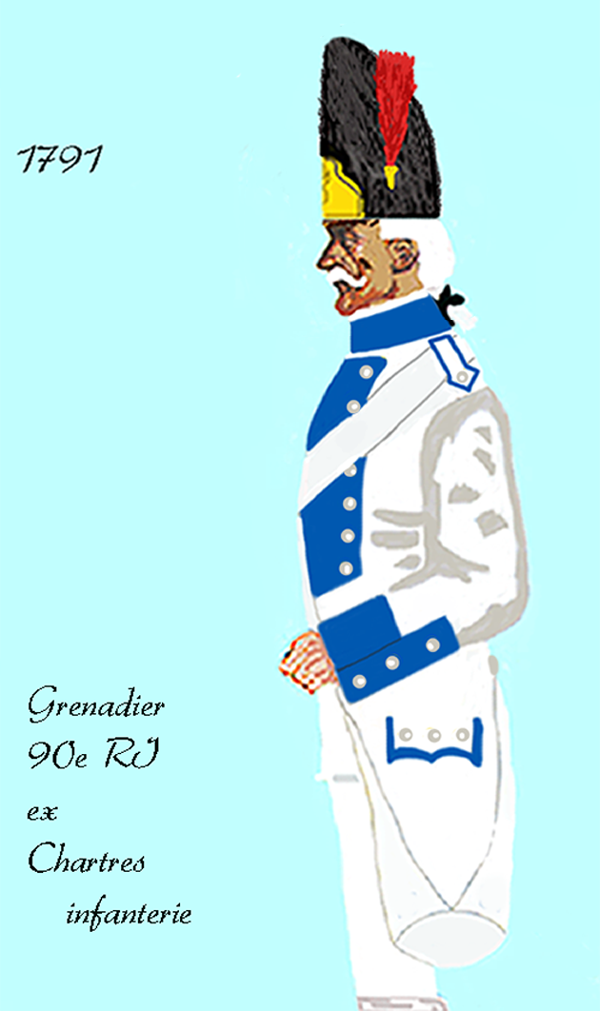
grenadier du 90e régiment d’infanterie de ligne de 1791 à 1794

#### Guerres de la Révolution et de l'Empire
Le 1er mars 1792, les deux bataillons, forts ensemble de 1 421 hommes, quittent Bergues pour Lille et sont rattachés à l'armée du Nord.
Alors que le 1er bataillon est dans placé dans la division du général Théobald Dillon, le 2e bataillon reste en garnison à Lille. Le 1er bataillon fait avec sa division la sortie du 28 avril sur Tournai, opération qui se termina par une panique et la rentrée en désordre du corps à Lille le 30 au matin. Le 1er mai, les deux bataillons sont à Lille, et comptent ensemble 1 515 hommes.
Au mois de juin, le 1er bataillon va rejoindre au camp de Famars la division Beurnonville. Cependant les forces coalisées préparant une invasion de la France, le gouvernement décide de rassembler une armée sous Metz et le camp de Famars est désigné pour en faire partie. Le 1er bataillon quitte le 12 juillet le camp de Famars avec sa division, et campe le 27 juillet à Longeville, près Saint-Avold. Faisant alors partie de l'armée du Centre, sous le commandement du maréchal Luckner, ce bataillon est désigné pour la division Lynch, et va la rejoindre le 4 août à Richemont, entre Metz et Thionville, puis il vient camper le 1er septembre à Frescaty. 
Dans cet intervalle, l'armée prussienne était entrée en France, avait pris Longwy et Verdun, et s'avançait en Champagne, forçant les passages de l'Argonne. Kellermann met son armée en marche pour rejoindre Dumouriez en position à Sainte-Menehould. Le 4 septembre, le 1er bataillon, avec la division Lynch, quitte Frescaty, et se porte, par Pont-à-Mousson, sur Fresnes, où Kellermann rassemble ses troupes. Le 19 Kellermann, rejoignant Dumouriez, vient camper sur les hauteurs de Dammartin-la-Planchette (division Lynch), appuyé au moulin de Valmy. Le 20 septembre, pendant la canonnade de Valmy, le 1er bataillon est en première ligne près du moulin et y reste toute la journée sous le feu de l'ennemi. Le 21 au matin, Kellermann change la position de ses troupes, et le bataillon va occuper le village de Gizaucourt, où il reste jusqu'au 1er octobre. Il suit alors pas à pas le mouvement de retraite des Prussiens et occupe Longwy le 24.Passé dans l'armée de la Moselle, commandée par Beurnonville, ce bataillon fait partie de la brigade La Barolière, avant-garde de cette armée. Le 1er décembre, il prend part à l'expédition sur Trèves, et est cité pour sa bravoure aux combats de la Montagne-Verte (5 décembre), de Pellingen (12 décembre) et de Biebelhausen (15 décembre). Ne pouvant forcer la position ennemie, Beurnonville se replia sur Metz, et le 24 décembre le 1er bataillon est cantonné au village de Latanges.
Pendant ce temps, le 2e bataillon en garnison à Lille, où au 5 septembre il était fort de 513 hommes, prend part à la défense de la place assiégée par un corps autrichien, qui ayant bloqué la ville le 24 septembre, la bombarde pendant sept jours et sept nuits, et doit lever le siège le 8 octobre. Compris dans la division La Bourdonnaye, le bataillon quitte Lille le 20 octobre, pour occuper Tournai du 8 au 14 novembre, et arrive le 21 à Anvers, où il reste en garnison.
En 1793, Le régiment quitte son ancien uniforme pour prendre celui des volontaires, qui devenait l'uniforme de toute l'infanterie : habit bleu de roi, avec revers rouges, veste et pantalon blancs, chapeau avec plumet rouge pour les grenadiers.
1er bataillon
Le 8 mars 1793, Étienne Guillaume Picot de Bazus, nommé général de brigade, est remplacé dans le commandement du régiment par le colonel Étienne Le Bé, qui commande le 1er bataillon à l'armée de la Moselle. Ce bataillon, fort de 795 hommes fait partie de la brigade Picot de Bazus, division Schauenburg. Le 28 mars, ce bataillon va à Fontoy, et le 19 avril à Forbach, où se rassemble la division.
Le général Houchard, qui commande l'armée, résout de se rendre maître de la vallée de la Blies, et pour cela de déloger les Prussiens de la position d'Altstadt (de), où ils sont retranchés. Le 16 mai, la division Schauenburg quitte Forbach, passe la Blies, le 17, à Neunkirchen, et prend ainsi à revers la position d'Alstadt, menacée de front par le reste de l'armée. Les Prussiens l'évacuent sans combattre, et prennent position sur le Carlsberg, près de Hombourg. Le général Houchard, ayant rempli son but et ne jugeant pas pouvoir enlever la nouvelle position, replie ses troupes, et le 18 la division Schauenburg reprend sa position de Forbach.
Pendant ces événements, le corps autrichien qui occupait le Luxembourg avait pris position à Arlon et y rassemblait des magasins, menaçant ainsi le flanc et les arrières de l'armée des Ardennes, et pouvant gêner les communications de cette armée avec celle de la Moselle. Une attaque combinée sur Arlon fut résolue entre les deux généraux en chef, et Houchard réunit son corps expéditionnaire à Longwy, sous les ordres du général Delaage. Le 1er bataillon, fort alors de 765 hommes, est désigné pour l'expédition, et arrive à Longwy le 5 juin. Parti le 7 au matin de Longwy, le corps expéditionnaire arrive le 8 au soir devant la position autrichienne, et est rallié dans la nuit avec la colonne des Ardennes. Le 9, à 7 heures du matin, la position et la ville sont attaquées ensemble avec entrain. L'infanterie repousse avec beaucoup de calme les nombreuses charges de la cavalerie autrichienne. Le corps ennemi est culbuté, rejeté sur Luxembourg, et Arlon enlevé. Le bataillon reste quelques jours dans la ville, pendant que les magasins étaient évacués sur Metz, puis il alla rejoindre sa division à Forbach.
Sur le Rhin, le général Custine avait été rejeté sur Wissembourg, et Mayence était assiégée. Il fut décidé que les armées du Rhin et de la Moselle se porteraient ensemble en avant pour secourir la place. La division Schauenburg quitte Forbach le 15 juillet, et par Saint-Imbert, Horbach et Linsbach, marche sur le Carlsberg, que les Prussiens évacuent et qu'elle occupe le 20. Elle se porta à Schvenenberg le 21, à Pettersheim le 22 et à Kusel le 23. La nouvelle de la reddition de Mayence arrêta la marche en avant devenue sans but. Le 25, le mouvement rétrograde commence, et le 28 l'armée arriva à Linsbach. Là, par suite d'un ordre du comité de salut public, on forme un détachement pour aller renforcer l'armée du Nord, qui venait de perdre la Belgique. Le 1er bataillon du 90e régiment d'infanterie de ligne, fort de 798 hommes présents, fait partie de ce détachement, qui quitte Linsbach le 29 juillet. Le bataillon est laissé à Maubeuge et prend part à la défense de cette place, qui, bloquée le 29 septembre, est débloquée le 16 octobre par la victoire de Wattignies.
2e bataillon
Le 2e bataillon, fort de 511 hommes présents, qui est en garnison à Anvers depuis le 14 novembre 1792, est désigné pour l'expédition de Hollande, et fait partie de la brigade du colonel Leclerc, son ancien commandant. Le 18 février, cette brigade cerne Berg-op-Zoom, et, après sa reddition, rejoint le 1er mars le général d'Arçon devant Gertruydenberg. Cependant les désastres survenus sur la Meuse arrêtent l'expédition. Le 11 mars, le bataillon est envoyé occuper la citadelle d'Anvers. Bloqué le 26 mars, le général Berneron se rend le 28, à condition que la garnison rentre en France. Le bataillon part le 29 pour Lille, où il fait partie des troupes du camp de La Madeleine. A la fin d'avril, le bataillon, fort de 343 hommes, occupe Houplines sur la Lys, avant-poste du camp. Il prend part aux deux tentatives infructueuses du 1er et 8 mai pour débloquer Condé. Le 24 mai, il enlève le village de Roncq, où les Hollandais perdent 300 hommes tués ou blessés et 68 prisonniers. Pendant les mois de juin et de juillet (il compte 347 hommes présents), il prend part à divers combats autour du camp. Le 18 août, le bataillon contribue à repousser l'attaque générale que le prince d'Orange fait faire des positions du camp. À la suite de cette attaque, on couvre le camp par une ligne d'avant-postes fortifiés. Le bataillon, qui était alors fort de 398 hommes présents, occupe sur cette ligne le village de Wambrechies. Le bataillon fait partie de l'expédition du général Dupont, et se distingue le 27 août à la prise de Tourcoing. Le 28 août la colonne bat en retraite, et le bataillon revint à Wambrechies. Cependant le duc d'York, ayant levé le siège de Dunkerque, rassemblait ses troupes vers Menin. Le général Houchard arrête avec le général Béru, gouverneur de Lille, pour le 12 septembre, une attaque combinée de son armée et du camp de La Madeleine sur les positions ennemies. Le bataillon fait partie de cette attaque, qui réussit sur tous les points et est suivie, le 13, de la prise de Menin, où le bataillon se distingue. L'armée hollandaise était coupée en trois parties. Ayant laissé reposer les troupes le 14, le général Houchard dirige le 15 l'armée sur Courtrai. L'apparition inopinée de quelques cavaliers autrichiens cause une panique dans la colonne du camp de La Madeleine. Les troupes se débandent, et le général Béru, ne pouvant les rallier, couvre cette fuite avec l'artillerie légère, le 2e bataillon du 90e régiment d'infanterie de ligne et quelques autres bataillons aguerris. Le 16, les troupes reprennent leurs positions autour de Lille. Pendant le mois d'octobre, le bataillon prend encore part à quelques petits combats autour du camp. Le reste de l'année s'acheva tranquillement.
1er bataillon
Pendant l'hiver 1794, le 1er bataillon quitte Maubeuge et fait partie de la division Bonnaud. Il prend part à la tentative infructueuse du 26 avril 1794 pour débloquer Landrecies. Il suit alors sa division, qui, le 30 avril, va occuper Sanghen, près de Lille. Il se distingue les 17 et 18 mai à la bataille de Tourcoing. Le bataillon suit alors la marche du général Pichegru sur la Hollande et se distingue le 15 juillet dans un combat sur le canal, entre Malines et Louvain.
Le 1er vendémiaire an III (22 septembre 1794), le 1er bataillon du 90e régiment d'infanterie de ligne est amalgamé, avec le 15e bataillon de volontaires des réserves et le 23e bataillon de volontaires des réserves, pour former la 163e demi-brigade de première formation. 
2e bataillon
En 1794, le 2e bataillon est toujours au camp de La Madeleine et prend part le 26 avril à la prise de Courtrai, et le 29 à celle de Mouscron. Il se distingue le 17 et le 18 mai à la bataille de Tourcoing, et le 19 au combat du Pont-à-Chin. Le théâtre de la guerre s'éloigne alors de Lille, et le 2e bataillon ne prend plus une part active à la guerre.
Le 13 frimaire an III (3 décembre 1794), le 2e bataillon du 90e régiment d'infanterie de ligne est amalgamé, avec le 1er bataillon de volontaires d'Eure-et-Loir et le 8e bataillon de volontaires de la Meurthe pour former la 164e demi-brigade de première formation. 

### 90edemi-brigade de première formation(1794-1795)

#### Guerres de la Révolution et de l'Empire
Le 1er fructidor an III (18 août 1795), lors du premier amalgame la 90e demi-brigade de première formation est formée des 
- 2e bataillon du 45e régiment d'infanterie (ci-devant La Couronne)
- 4e bataillon de volontaires du Nord dit bataillon de Lille
- 8e bataillon des Fédérés Nationaux

Cette demi-brigade n'eut que quelques mois d'existence.

A peine formée, elle est envoyée rejoindre l'armée des Alpes, et y arrive au moment où l'hiver arrête les opérations militaires dans ces régions. 
Le 18 nivôse an IV (8 janvier 1796), lors du second amalgame, elle est incorporée dans la 33e demi-brigade de deuxième formation.

### 90edemi-brigade de deuxième formation(1795-1803)
Un arrêté du Directoire, du 12 pluviôse an IV (1er février 1796), ordonne de fondre les 212 corps existants en 110 demi-brigades de ligne. Cette opération devait se faire dans chaque armée, par les soins du général en chef. Elle ne fut pas faite régulièrement, et le no 90 reste vacant jusqu'au 1er nivôse an VII (21 décembre 1798) où sont réunis, à Lille des : 
- Détachement de la 89e demi-brigade de deuxième formation.
- Détachement de la 96e demi-brigade de deuxième formation.
- De conscrits
- De réquisitionnaires

avec lesquelles est formée la 90e demi-brigade de deuxième formation.

#### Guerres de la Révolution et de l'Empire
Au mois d'août 1799, la 90e demi-brigade est dirigée sur la Hollande, menacée par une armée anglo-russe. Elle prend part le 10 septembre au combat de Petten, et le 19 à la bataille de Bergen et se distingue le 2 octobre à la bataille d'Alkmaar puis le 6 octobre, à la bataille de Castricum.
La 90e demi-brigade reste en Hollande pendant l'an VIII.
En l'an IX, la 90e demi-brigade quitte la Hollande et vient à Paris.
Au mois de mars 1801, son 1er bataillon est envoyé à Bayonne faire partie du corps d'observation de la Gironde. Au mois d'avril, les deux autres bataillons quittent Paris pour rejoindre ce corps, qui devait envahir le Portugal, mais il reçoit, le 29 juillet, l'ordre de rentrer en France, et la 90e est envoyée à La Rochelle.
Au mois de décembre 1801, le 2e bataillon est embarqué à Rochefort, sur l'escadre de l'amiral Latouche-Tréville. Il fait partie de la division Boudet, et débarque au Port-au-Prince à Saint-Domingue le 6 avril 1802. Il passe au mois de septembre 1802 dans la division Rochambeau, et participe à l'expédition. 
Décimé par la fièvre jaune, une partie du 1er bataillon est versée, par arrêté du 12 floréal an XI, dans la 86e demi-brigade, formée en 1803 à Saint-Domingue. Un détachement de 120 hommes, embarqué à Nantes en avril 1802, est débarqué à Saint-Domingue, où il rejoint le 2e bataillon. Les 1er et 3e bataillons étaient désignés pour faire partie du secours dont on préparait l'embarquement pour Saint-Domingue, mais la reprise des hostilités avec l'Angleterre empêcha leur départ. Un détachement de 600 hommes du 3e bataillon est embarqué à Rochefort en mars 1803 et débarqué à la Martinique. Il est dans la même année versé dans la 82e demi-brigade en formation dans cette colonie.
Enfin, le décret du 1er vendémiaire an XII (24 septembre 1803), qui réorganise l'infanterie en régiment, supprime la 90e. Les restes des 1er et 3e bataillons sont versés dans le 93e régiment d'infanterie de ligne, qui occupe Rochefort et l'île de Ré.
Ainsi, le no 90 est resté vacant jusqu'en 1854.

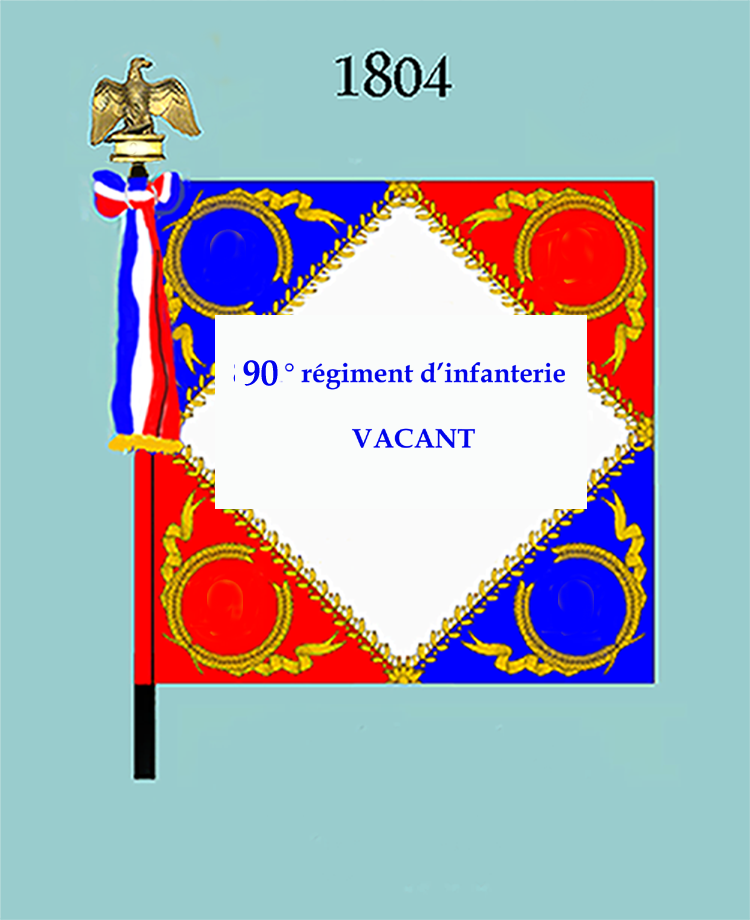
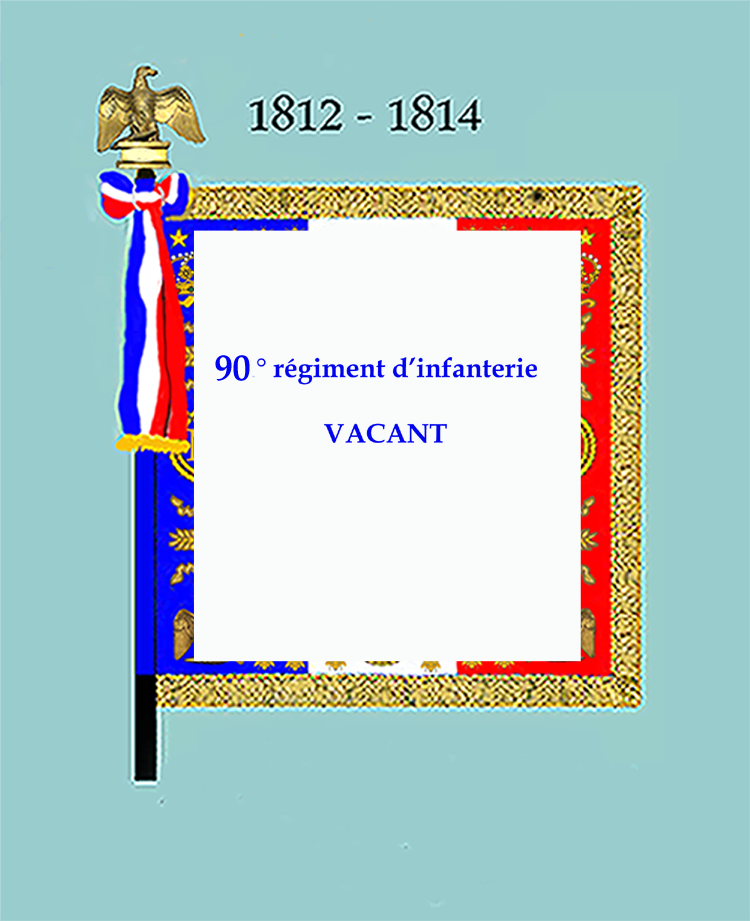
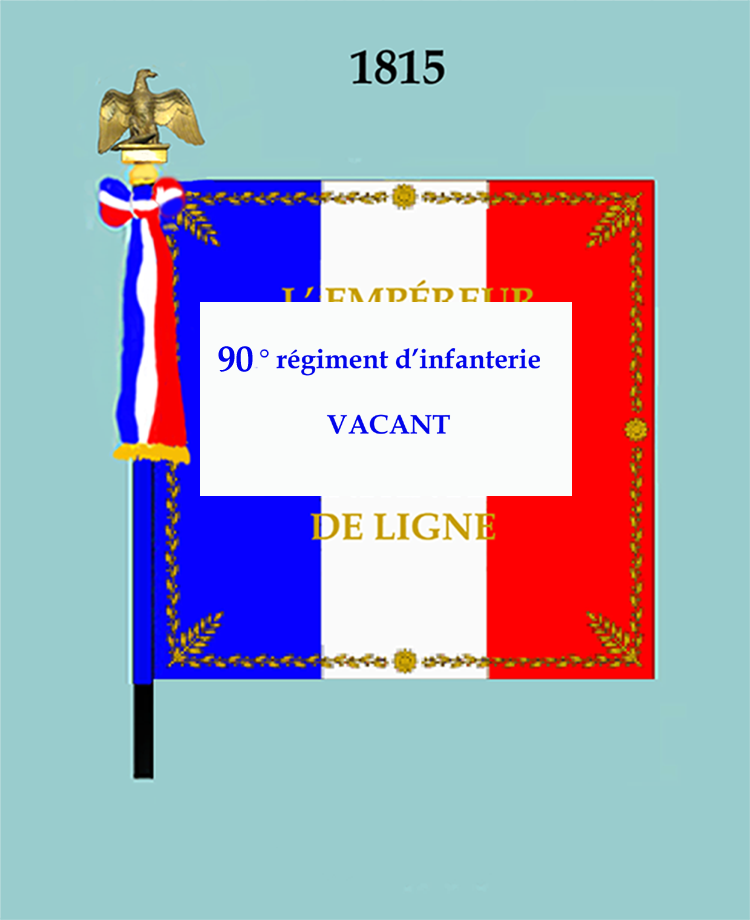

### Second Empire
Le décret du 24 octobre 1854 réorganise les régiments d'infanterie légère les corps de l'armée française. À cet effet, le 15e régiment d'infanterie légère prend le numéro 90 et devient le 90e régiment d'infanterie de ligne.
- 1856-1859 : Algérie, expédition de Kabylie.
- En 1859, durant la campagne d'Italie, il perd son colonel, le colonel Charlier, lors de la bataille de Magenta[12]
- En 1863 : Un bataillon est en garnison à Reims

### Guerre de 1870-1871
Le régiment combat lors de la guerre franco-allemande de 1870.
- 14 août : Bataille de Borny
- 18 août : Bataille de Saint-Privat
- 23 septembre : Affaire de Peltre
- 27 septembre : Combat de Peltre

Le dépôt du 90e de ligne, situé à Saint-Germain-en-Laye, forme à partir d'août 1870 de nombreux bataillons et compagnies, affectés à divers régiments de marche.
Le 16 août 1870, le 4e bataillon, formé à Paris de nouveaux arrivants, quitte le dépôt pour créer le 12e régiment de marche qui formera la 2e brigade de la 2e division du 13e corps d'armée
Le 2 novembre 1871, le dépôt du régiment quitte Saint-Germain-en-Laye et s'installe à Toulon le lendemain.
Le 24 novembre, les 8e compagnies des 2e et 3e bataillons du 90e régiment d'infanterie de ligne qui composaient le 29e régiment de marche furent engagés dans les combats de Chilleurs, Ladon, Boiscommun, Neuville-aux-Bois et Maizières dans le Loiret
Le 3 septembre 1871, le 90e régiment de marche fusionne dans le 90e régiment d'infanterie de ligne.

### 1871 à 1914
En 1877, il s'installera à Châteauroux, caserne Bertrand.
Lors de la réorganisation des corps d'infanterie de 1887, le 3e bataillon forme le 151e régiment d'infanterie
À l'occasion du 1er mai 1906 et des manifestations liées à la grève pour la journée de 8 heures, le 90e régiment d'infanterie est engagé à Paris, comme troupe de maintien de l'ordre (2 bataillons), le 3e reste stationné à Châteauroux

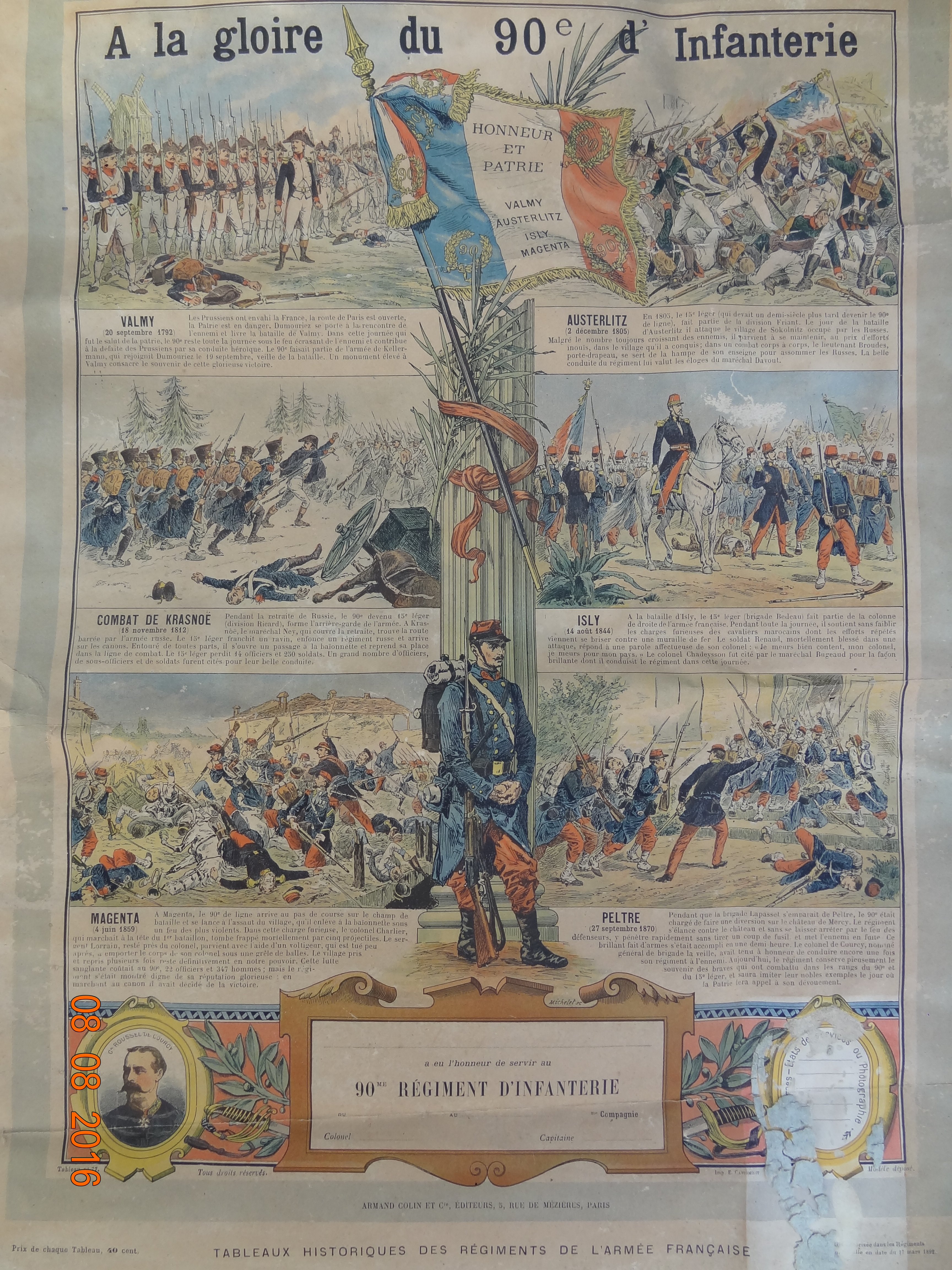
Affiche de 1892 présentant l'histoire du 90e régiment d'infanterie de ligne et du 15e régiment d'infanterie légère.

### Première Guerre mondiale
- Elle ne cite pas suffisamment ses sources. Vous pouvez indiquer les passages à sourcer avec {{référence nécessaire}} ou {{Référence souhaitée}}, et inclure les références utiles en les liant aux notes de bas de page. (Marqué depuis septembre 2020)
- Elle contient une ou plusieurs listes. Le texte gagnerait à être rédigé sous la forme d’un ou plusieurs paragraphes synthétiques, afin d’être plus agréable à lire. (Marqué depuis septembre 2020)

En 1914 casernement : Châteauroux, 33e BI, 17e DI, 9e corps d'armée.
À la 17e division d'infanterie d'août 1914 à novembre 1918.

#### 1914
- A la mobilisation, par dédoublement de son effectif d'encadrement du temps de paix, il met en place le 290e régiment d'infanterie, son régiment de réserve.
- Gedine, La Sormonne, Bethoncourt, La Marne, l'Yser.

#### 1915
- Artois, Roclincourt, Loos, Les Cornouailles (Liévin), Neuville-St-Vaast, Loos.

#### 1916
- Verdun, La Somme, Sailly-Saillisel, Bouchavesnes.

#### 1917
- L'Aisne, ferme d'Hurtebise.

#### 1918
- Somme : Ferme d'Anchin.
- L'Aisne, Ravin de Mareuil, Orme de Montécouvé, Froidmont-Cohantelle, Bauvré.

### Entre-deux-guerres
À compter du 1er avril 1921 et jusqu'à sa dissolution, le 90e RI est réparti sur 2 garnisons Châteauroux et Tours (3e bataillon). Il est dissout le 4 mai 1929 à Châteauroux,.

### Seconde Guerre mondiale

#### 1940
- Formé le 30 mai 1940 au camp La Courtine avec des éléments de la 18e DI et d'autres unités. Il appartient à la 17e DLI. ; il est mis sur pied par le centre mobilisateur d'infanterie 91 (Tours)[19].
- Le 66e RI avait donné au 90e RI les compagnies régimentaires et le premier Bataillon; le 77e RI fournit le deuxième Bataillon et le 125e RI le troisième.
- Unité combattante du 1er juin au 25 juin 1940. Ensuite dissout.

#### 1944
Le 90e régiment d’infanterie est mis sur pied en 1944 avec le bataillon Comte (AS), le secteur Indre-Nord no 2 et le bataillon Lalingerie, des éléments du groupe Indre-Ouest, le maquis du Luant (AS Indre). Aux ordres du commandant André Petit, il compte 797 hommes à sa création en 1944. Dissous pour former à Châteauroux, le 1er janvier 1945, le 1er BCP du commandant Paoli puis du commandant Perot. À noter que des éléments du 90e RI iront par ailleurs au bataillon de sécurité V/12.

### De 1945 à nos jours
- Recréé le 1er mai 1963, comme régiment de réserve, mis sur pied par le CM90[Quoi ?] puis par l'ESMAT[réf. nécessaire]. Il est chargé de la protection du périmètre extérieur du centre de transmissions de la Marine nationale de Rosnay[20].
- Dissout le 1er juillet 1998

## Insigne

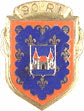
insigne du 90e Régiment D infanterie.

## Drapeau et Décorations
Il porte, brodées en lettres d'or dans ses plis, les inscriptions :
- Valmy 1792
- Austerlitz 1805
- Isly 1844
- Magenta 1859
- Ypres 1914
- Verdun 1916
- L'Ailette 1918

« Sa cravate est décorée de la Croix de guerre 1914-1918  avec deux citations à l'ordre de l'armée (deux palmes) puis une citation à l'ordre du corps d'armée (étoile de vermeil). »
« Il a le droit au port de la fourragère aux couleurs du ruban de la croix de guerre 1914-1918. »

## Personnalités ayant servi au90eRI
- Victor Bataille (1887-1975), député
- Joseph Gabriel Bellarigue (1827-1882) alors lieutenant-colonel
- Marcel Carpentier (1895-1977), général d'armée témoignage : Un cyrard au feu, Éditions Berger-Levrault, 1963.
- Charles Compodonico (1888-1916), professeur et poète, il figure au Panthéon parmi les 560 écrivains morts pour la France.
- Henri Fruchaud (1894-1960), chirurgien, compagnon de la Libération, caporal-brancardier pendant la 1re guerre mondiale
- Rémy Grillot (1766-1813) alors à la 90e demi-brigade de deuxième formation
- Paul Maistre (1858-1922), général de division.
- Marc Michon (1893-1982) , militaire et écrivain